# ОЦ-38
7,62-мм револьвер специальный Стечкина ОЦ-38 — бесшумный револьвер, разработанный Игорем Яковлевичем Стечкиным, конструктором ЦКИБ СОО. Револьвер ОЦ-38 производится небольшими партиями по спецзаказам.

## История
Револьвер ОЦ-38 впервые был представлен в феврале 2005 года на оружейной выставке «IDEX-2005» в Абу-Даби.

## Описание
Револьвер ОЦ-38 имеет довольно необычную конструкцию. Его ударно-спусковой механизм двойного действия, с открытым курком. Револьвер имеет ручной предохранитель, который находится на обеих сторонах корпуса. Такой предохранитель позволяет безопасно носить револьвер со взведённым курком. Стреляет он с нижней каморы барабана. Для перезарядки барабан откидывается вправо и вперёд вокруг вертикальной оси, расположенной между стволом и корпусом ЛЦУ, который находится над стволом. Кнопка включения ЛЦУ расположена над спусковой скобой и управляется большим пальцем правой руки. Для заряжания барабана патронами СП-4, которые не имеют выступающей закраины, используется плоская стальная обойма на 5 патронов.
Стандартно револьвер поставляется без ЛЦУ, он устанавливается по желанию заказчика.
Бесшумность выстрела обеспечивается конструкцией патрона. При выстреле пуля выталкивается не непосредственно пороховыми газами, а специальным поршнем, который, сообщив пуле начальную скорость, заклинивается в дульце гильзы и запирает её (пороховые газы гильзу не покидают, см. СП-4).